# Arcoíris de rocío

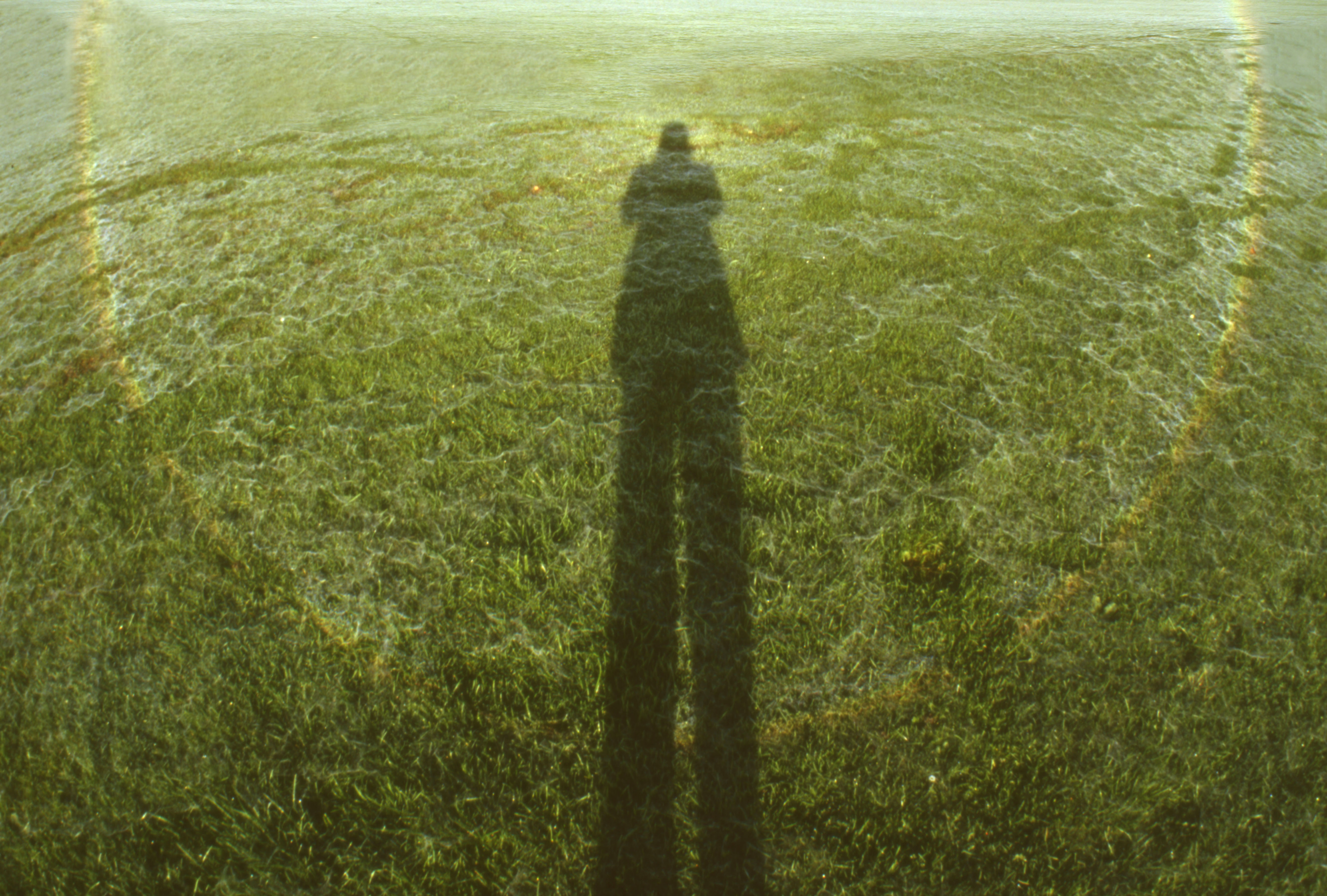
Arcoíris de rocío alrededor de heiligenschein en el suelo.

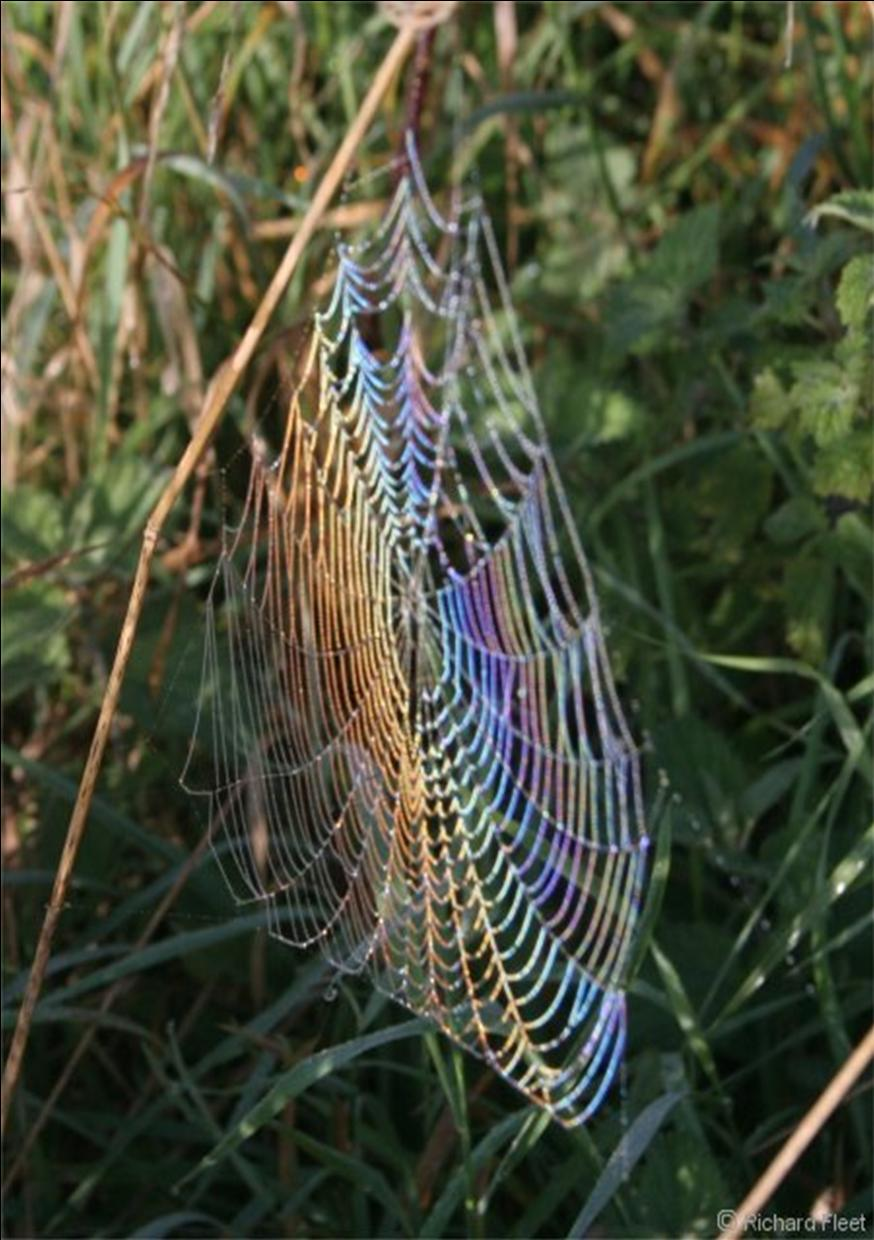
Arcoíris de rocío sobre una telaraña.

Un arcoíris de rocío es un fenómeno óptico parecido al arcoíris, en el que las gotas de rocío, en lugar de gotas de lluvia, reflejan y dispersan la luz solar.

## Aparición
Los arcoíris de rocío aparecen en áreas cubiertas de rocío bajo la luz del sol. El rocío se genera al amanecer tras una noche clara, cuando la temperatura en la superficie baja por debajo del punto de rocío. Este fenómeno es más común en superficies que no reciben calor proveniente del subsuelo, como el pasto, las hojas o las telarañas. Los arcoíris de rocío suelen ser más definidos en campos con muchas telarañas, especialmente durante el otoño.

## Forma
Un arcoíris se percibe como un círculo en el cielo, formado por los rayos de luz que crean un cono. En contraste, un arcoíris de rocío se percibe como la intersección de dicho cono con el suelo. Si el terreno es plano y horizontal, y el sol está bajo en el horizonte, el arcoíris de rocío toma la forma de una hipérbola. Teóricamente, con el sol más alto, esta intersección podría adoptar otras formas cónicas, como parábolas o elipses.Sin embargo, generalmente el rocío desaparece antes de que el sol esté alto. Aun así, se ha logrado fotografiar un arcoíris de rocío con forma elíptica durante la noche, cuando la luz de la luna llena iluminaba un campo cubierto de rocío.